# Deon McCaulay
Deon McCauley (Belize, 20 settembre 1987) è un calciatore beliziano, attaccante del Georgia Revolution e della nazionale beliziana.

## Carriera

### Club
Gioca dal 2005 al 2006 al Kremandala. Nel 2006 si trasferisce al FC Belize. Nel 2007 passa al Belize Defence Force. Nel 2008, dopo una breve esperienza al Puntarenas, firma un contratto per il FC Belize. Nel 2009 viene ingaggiato dal Belize Defence Force. Nel 2010 viene acquistato dal Deportes Savio. Nel 2011 passa al City Boys United. Nel 2013 si trasferisce al Belpoman Bandits. Nel 2014 gioca all'Atlanta Silverbacks. Nel 2015 viene acquistato a titolo definitivo dal Verdes.

### Nazionale
Ha debuttato in Nazionale l'8 febbraio 2007, in una partita per la Coppa delle Nazioni UNCAF contro l'El Salvador.